# La Vilella (Lladurs)
La Vilella és una masia situada al municipi de Lladurs, a la comarca catalana del Solsonès.